# Stella Maris (Salvador)
Stella Maris, ou simplesmente Stella, é um bairro do norte de Salvador, município capital do estado brasileiro da Bahia. Seu significa estrela do mar, em latim. Teve sua origem em um loteamento que deu nome à praia homônima. Suas ruas projetadas têm nomes de praias do Brasil, em virtude do Loteamento Alamedas da Praia, que inclusive é um marco no bairro, as alamedas.
Parte do bairro, a localidade de Petromar é um conjunto de condomínios construídos pela Cooperativa Habitacional dos Empregados em Petróleo no Estado da Bahia (COHAPETRO), que não encontrou compradores suficientes em sua categoria, abriu a venda dos imóveis para outros trabalhadores e acabou incorporada por uma empresa de obras públicas no estado.
A rua Capitão Melo figura como via principal do bairro. Dentre as edificações, destaca-se o acampamento Camping Ecológico de Itapuãa, a Paróquia de Nossa Senhora de Fátima e os clubes sociais recreativos: Clube dos Maçons e o Clube dos Empregados da Petrobrás (CEPE-Salvador).

## História
No início da década de 2010, o bairro, apesar dos empreendimentos e casas/condomínios de luxo, sofria com infraestrutura precária: alagamentos, sem bueiros, ruas esburacadas e não asfaltadas, pontos de ônibus sem cobertura ou capacidade para abrigo, matagais, locais sem calçadas, calçadas mal conservadas, iluminação e segurança.
Ainda naquela época, devido à proximidade ao aeroporto, as equipes do Brasil e Uruguai da Copa das Confederações FIFA de 2013 ficaram hospedados em hotéis do bairro (Gran Hotel Stella Maris, Catussaba Resort, respectivamente), tal como a Nigéria hospedou-se no Hotel Deville, em Itapuã.
Em 2015, a Prefeitura Municipal de Salvador publicou em seu diário oficial o Decreto Municipal n.º 26.407, de 1 de setembro de 2015, estipulando 60 dias para encerramento das atividades do Camping Ecológico de Itapuã. O acampamento era objeto de ação de reintegração de posse, que alegou uso para moradia permanente em terreno público municipal. Ele sofreu um incêndio em janeiro de 2017 e funcionava em virtude da suspensão do processo por alegação de parte do terreno ser da União (área da Marinha).
No bairro, a Praça Guaratuba conta com equipamentos de ginástica desde abril de 2016 e um pomar urbano plantado em julho de 2017.

## Orla e hidrografia
Cercada pelas dunas que rodeiam o Aeroporto Internacional de Salvador, Stella Maris possui algumas das praias mais frequentadas da cidade, como a praia do Flamengo. Além de ter as praias mais badaladas pelos jovens de classe alta de Salvador e as famosas barracas Cabana Coral e Honolulu, é um pico para os surfistas por causa das ondas.
No bairro está situado o riacho Flamengo, cuja foz delimitava o distrito de Santo Amaro de Ipitanga do distrito de Salvador, dentro da capital baiana antes da emancipação do primeiro, e posteriormente o município de Lauro de Freitas e do município de Salvador. O riacho na verdade é um estuário, cuja ligação com o mar foi regulada na década de 1960 com a construção de um equipamento chamado "cachimba". Com essa espécie de represamento, aparenta ser uma lagoa e passou a ser mais comumente referido como "lagoa do Flamengo". O corpo d'água está inserido na região hidrográfica estadual RPGA Recôncavo Norte e na Bacia de Drenagem Natural de Stella Maris e rodeado pelas dunas do Parque das Dunas e por condomínios residenciais. Tem profundidade de 1,9 metro. Em 2015, obras de aterramento foram denunciadas e objeto de investigação pelo Ministério Público como possibilidade de crime ambiental.

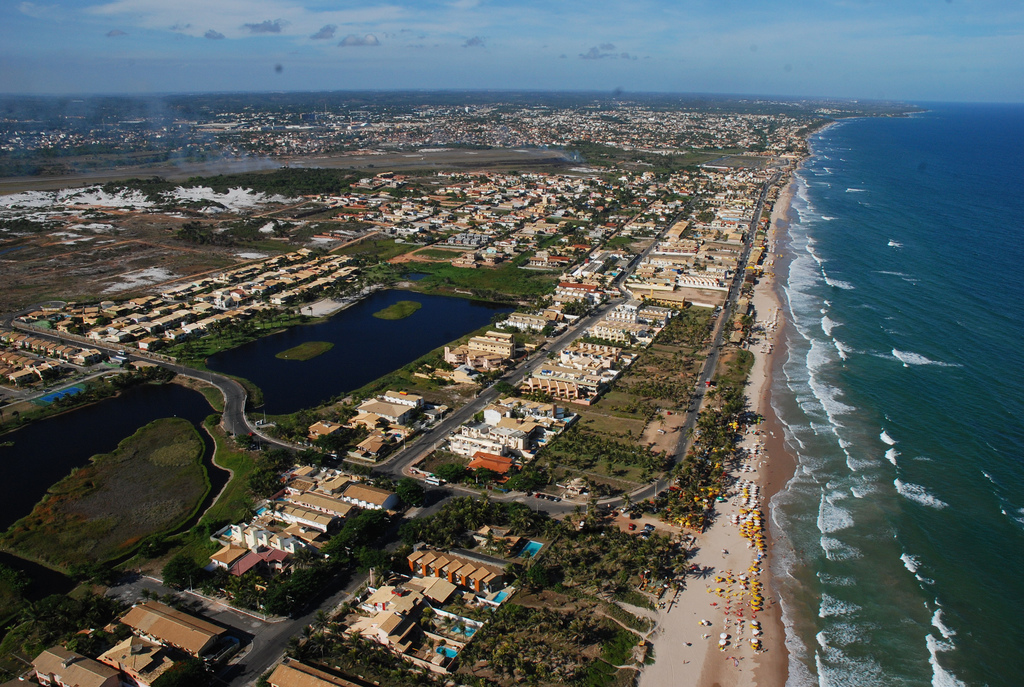
Vista área da lagoa do Flamengo na altura da segunda ponte.

No mesmo bairro está o rio Sapato, que nasce na lagoa da Vitória, situada no Parque das Dunas, e corre paralelamente à costa rumo a Lauro de Freitas até desembocar na foz do rio Joanes, compondo a bacia desse rio principal, tal como a do rio Ipitanga.